# هری هاپکینز
هری هاپکینز (انگلیسی: Harry Hopkins؛ ۱۷ اوت ۱۸۹۰ – ۲۹ ژانویهٔ ۱۹۴۶) یک سیاست‌مدار اهل ایالات متحده آمریکا بود. از مهمترین مسوولیتهای وی، مدیریت برنامه ایجاد کار روزولت، موسوم به سرپرستی مشاغل توسعه ای، Works Progress Administration، بود که در اوج گستردگیش در سال ۱۹۳۸، حدود ۳٫۳ میلیون نفر را در استخدام داشت.
در زمان جنگ جهانی دوم، روزولت در کنفرانسهای قاهره، تهران، کازابلانکا و یالتا او را به عنوان مشاور همراه داشت. روزولت امیدوار بود که هاپکینز پس از او کاندیدای حزب دموکرات و احتمالاً رئیس جمهور آمریکا شود، اما هاپکینز به علت ابتلا به بیماری سرطان معده، از این امر بازماند و کمی بعد از درگذشت روزولت و ریاست جمهوری ترومن؛ در ژانویه ۱۹۴۶ درگذشت. هاپکینز از می ۱۹۴۰ به مدت سه و نیم سال یه علت مشغله زیاد (و در ادامه بیماری)، در اتاقی در طبقه دوم کاخ سفید زندگی می کرد..